# 張光祺
張光祺（?—？），江苏丹徒人，清朝政治人物。进士出身。
乾隆五年，擔任廣東廣州府永安縣知縣（現紫金縣知縣）。后由張世燦接任。